# Kathleen Nord
Kathleen Nord (Magdeburgo, 26 dicembre 1965 – 24 febbraio 2022) è stata una nuotatrice tedesca.
Specializzata nella farfalla e nei misti, vinse la medaglia d'oro nei 200 m farfalla ai Giochi olimpici di Seoul 1988.

## Palmarès
- Olimpiadi

1988 - Seul: oro nei 200 m farfalla.
- Mondiali

1982 - Guayaquil: argento nei 400 m misti.
1986 - Madrid: oro nei 400 m misti, bronzo nei 200 m misti.
- Europei

1983 - Roma: oro nei 400 m misti, argento nei 200 m misti.
1985 - Sofia: oro nei 200 m e 400 m misti.
1987 - Strasburgo: oro nei 200 m farfalla e bronzo nei 400 m misti.
1989 - Bonn: oro nei 200 m farfalla e bronzo nei 100 m farfalla.